# Paracleros biguttulus
Paracleros biguttulus är en fjärilsart som beskrevs av Paul Mabille 1889. Paracleros biguttulus ingår i släktet Paracleros och familjen tjockhuvuden. Inga underarter finns listade i Catalogue of Life.